# Kantó

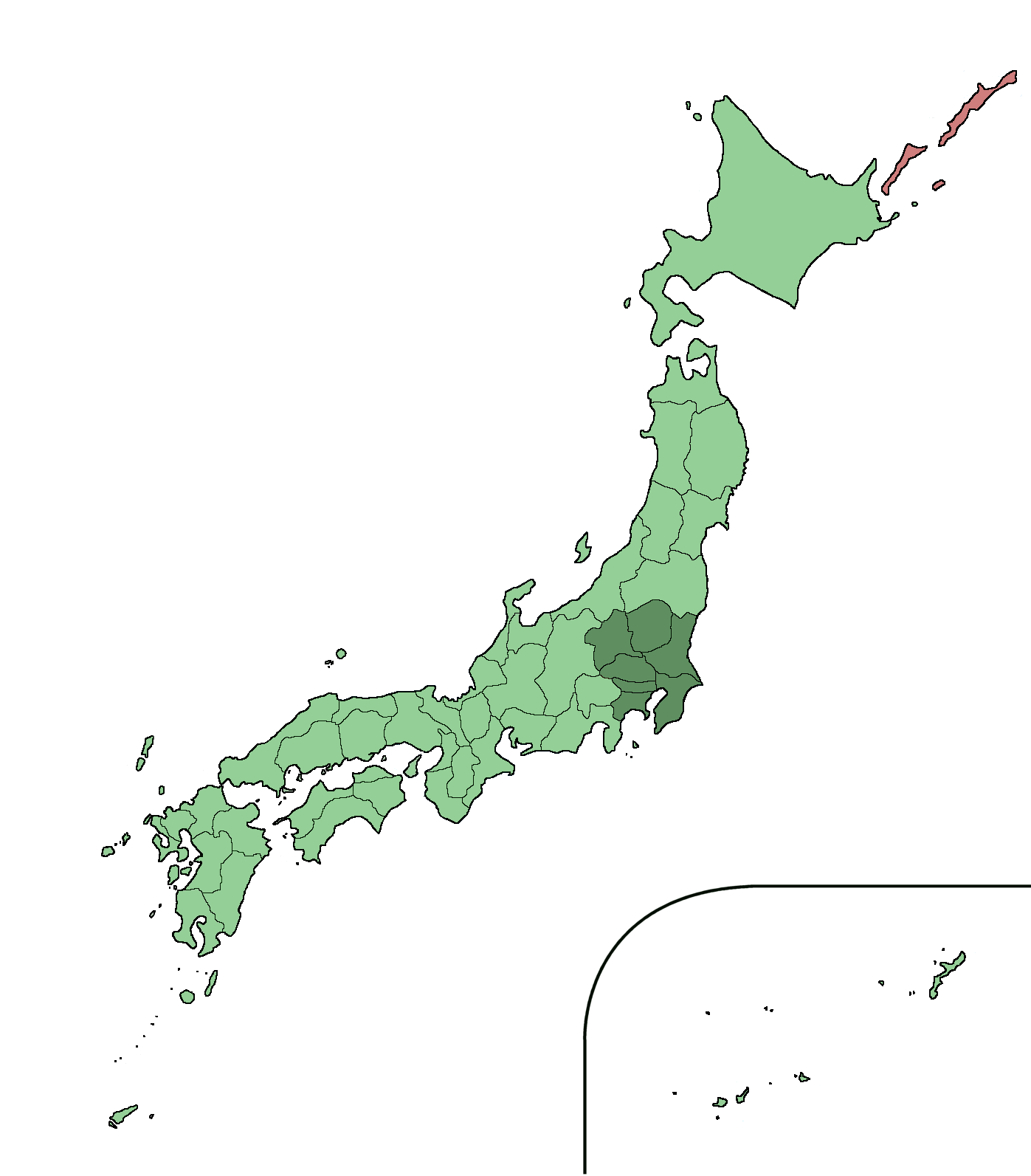
A Kantó régió fekvése Japánon belül

Kantó (japánul 関東地方, Kantó-csihó) Japán egyik földrajzi régiója,  Japán legnagyobb szigetén, a Honsún terül el. A régió magába foglalja Nagy Tokió Agglomerációt és hét prefektúrát: Gunma, Tocsigi, Ibaraki, Szaitama, Tokió, Csiba, és Kanagava. Kantó hegyes-dombos vidéken terül el, mint Japán nagy része, területe 32.423 km2. 2009-es hivatalos becslések szerint a Kantó prefektúrában a népesség 42.053.000 fő volt, ez Japán teljes népességének hozzávetőleg egyharmadát tette ki, míg a népsűrűség 1297 fő/km2.

## Története
Az Edo-korban Kantó a modern fejlődés központja lett.
Japán újkori történelmének vízválasztó pillanata volt az 1923-as nagy kantói földrengés. A rengés következtében több mint 100 000-en meghaltak, Tokió és Jokohama nagy része elpusztult.
Ez volt Japán második legnagyobb földrengése. A második világháborúban a Coronet hadművelet célja lett volna elfoglalni Honsú szigetét, a tervek szerint Kantónál, a fővárostól délre kellett volna kezdődnie az Y-Day-nek, 1946. március 1-jén.

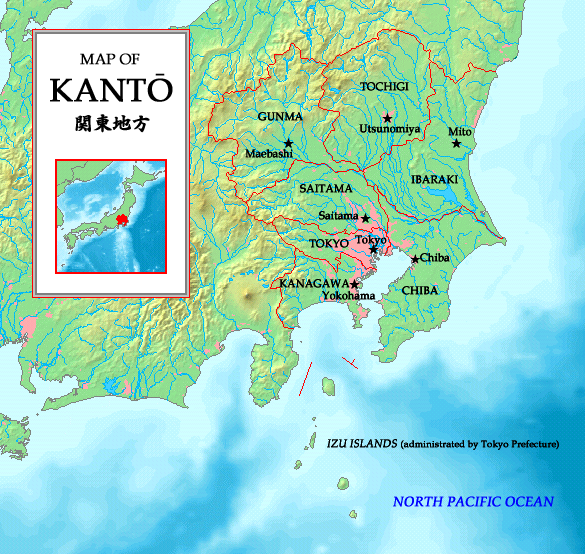
Kantó régió